# Painted Peak (Mac-Robertson-Land)
Painted Peak (englisch für Bemalte Spitze) ist ein 710 m (nach australischen Angaben 750,9 m) hoher und markanter Berg im ostantarktischen Mac-Robertson-Land. Er ragt in der North Masson Range der Framnes Mountains auf.
Norwegische Kartografen kartierten ihn anhand von Luftaufnahmen, die bei der Lars-Christensen-Expedition 1936/37 entstanden. Eine Mannschaft der Australian National Antarctic Research Expeditions besuchte ihn 1955 und benannte ihn deskriptiv nach der auffällig rotbraunen Färbung seines Gesteins.